# Kantongerecht Vianen

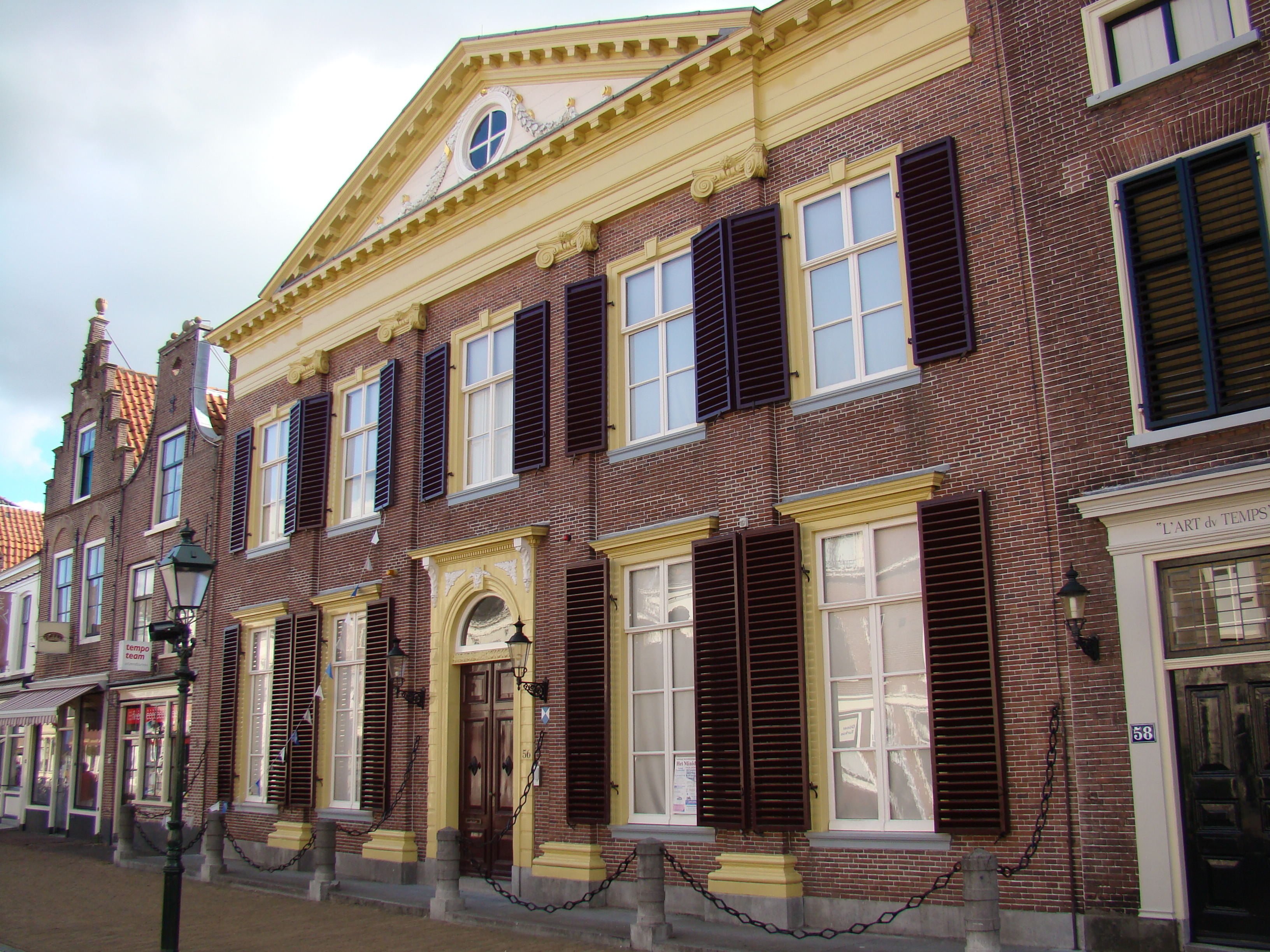
Het kantongerecht was gevestigd in een monumentaal pand aan de Voorstraat

Het kantongerecht Vianen was van 1838 tot 1934 een van de kantongerechten in Nederland. Bij de oprichting was Vianen het derde kanton van het arrondissement Gorinchem. In 1894 kreeg het gerecht de beschikking over een monumentaal pand aan de Voorstraat. Na de opheffing werd Vianen toegevoegd aan het kanton Gorinchem, waarbij de plaats nog jaren nevenzittingsplaats bleef.